# C’Mon
«C’Mon» (рус. Давай же) — сингл американской певицы Кеши из её второго студийного альбома Warrior. Изначально выпущен в качестве промосингла 16 ноября. Песня написана Кешей в соавторстве с Dr. Luke, Бонни Макки, Максом Мартином, Генри Вальтером и Бенни Бланко. Продюсерами песни выступили Dr.Luke и Макс Мартин. В участниках записи, Макс Мартин упоминается как Maxy Mart. Изначально выпускалась промосинглом. В конце ноября 2012 года, было объявлено, что песня станет вторым официальным синглом из альбома. Песня получила множество положительных отзывов от музыкальных критиков, большинство из которых назвали песню «цепляющей». Премьера музыкального видео на песню состоялась 11 января 2013 года. «C’Mon» был хорошо воспринят в Канаде, Ирландии, Новой Зеландии, Австралии, Бельгии и США.

## О песне
«C’Mon» была написана Кешей,  Dr. Luke, Максом Мартином, Бони МакКи, Бенни Бланко, Melin Shikder and Cirkut. Трек был выпущен в качестве второго сингла из альбома. 
Песня была зарегистрирована на Broadcast Music Incorporated 13 октября 2012 года.
«C’Mon» является танцевальной поп-композицией с манерой исполнения в стиле вокального репа, что является характерным для большинства песен Кеши. В журнале Billboard песню назвали «путешествием от танцпола до постели», а MTV — «событием на одну ночь» .Композиция начинается с мужского бэк-вокала, переходя в электронное звучание.
«C’Mon» в целом получил положительные отзывы от критиков. Нэйт Джонс из Popdust.com, сообщил, что песня не дотягивает до уровня первого сингла «Die Young», и отметил, что композиция подходит по стилю и звучанию больше для дебютного альбома Кеши Animal. The Huffington Post заявил, что трек смело может встать в один ряд со всеми хитами Кеши, добавив, что песня имеет «невероятное и удивительное звучание», также похвалил лирику песни. Также критики сошлись во мнении, что композиция имеет звучание отличное от всех предыдущих работ Кеши, и, что песня является отличным саундтреком для любой вечеринки.
Через неделю после релиза «C'Mon» дебютировал на 99 и 28 местах в чартах Billboard Hot 100 и Billboard Pop Songs соответственно. Пиковой позицией для сингла является 27 место, став единственным синглом Кеши, который не достиг десятки Billboard Hot 100.
Кеша исполнила «C’Mon» на шоу The X Factor 6 декабря 2012 года , и на MTV's NYE 1 января 2013 года. Акустическая версия песни была исполнена на шоу Джонотана Росса 16 февраля 2013 года и на шоу Джимми Фэллона 20 февраля 2013 года. 23 марта 2013 года на церемонии Kids' Choice Awards 2013 Кеша исполнила отрывок «C’Mon» и «We R Who We R».

## Музыкальное видео
22 декабря Кеша подтвердила, что сняла видео на песню, выложив фотографии со съемочной площадки через свой аккаунт в социальной сети Twitter. Релиз музыкального видео состоялся 11 января 2013 года.
Официальное лирикс-видео было выпущено на официальном канале Кеши 7 декабря 2012 года. В лирикс видео присутствует радуга, щенки и котята. Видео было удалено и перезалито на канал 12 декабря 2012 года, так как оно было закрыто для просмотра во всем мире.

## Список композиций
- Digital download[17]

1. «C’Mon» — 3:34

- Remixes-EP

1. "C'Mon" – 3:34
2. "C'Mon"  (Wideboys Club Mix) – 5:51
3. "C'Mon"  (Wideboys Radio Mix) – 3:52
4. "C'Mon"  (Cutmore Club Mix) – 6:08
5. "C'Mon"  (Cutmore Radio Mix) – 3:57

## Чарты
| Chart (2013)                               | Peak position |
| ------------------------------------------ | ------------- |
| Австралия (ARIA)                           | 19            |
| Австрия (Ö3 Austria Top 40)                | 64            |
| Бельгия/Фландрия (Ultratip Bubbling Under) | 4             |
| Бельгия/Валлония (Ultratip Bubbling Under) | 6             |
| Канада (Billboard Canadian Hot 100)        | 16            |
| Чехия (Rádio — Top 100)                    | 49            |
| Франция (SNEP)                             | 181           |
| Германия (GfK)                             | 79            |
| Ирландия (IRMA)                            | 33            |
| Новая Зеландия (Recorded Music NZ)         | 22            |
| Словакия (Rádio — Top 100)                 | 56            |
| South Korea International Singles (Gaon)   | 2             |
| Turkey (Virgin Radio Turkey)               | 12            |
| Великобритания (OCC UK Singles)            | 70            |
| США (Billboard Hot 100)                    | 27            |
| США (Billboard Pop Airplay)                | 9             |
| США (Billboard Dance Club Songs)           | 16            |
| США (Billboard Adult Pop Airplay)          | 27            |

## Сертификации
| Регион | Сертификация | Продажи |
| --- | ------------ | ------- |
| Австралия (ARIA) | Золотой      | 35 000^ |
| * Данные о продажах приведены только на основе сертификации. ^ Данные о тиражах приведены только на основе сертификации. |              |         |

## История релиза
| Страна        | Дата            | Формат            |
| ------------- | --------------- | ----------------- |
| Международный | 16 ноября, 2012 | Цифровая загрузка |

| Страна         | Дата            | Формат              |
| -------------- | --------------- | ------------------- |
| США            | 7 января, 2013  | Радио               |
| США            | 28 января, 2013 | Радио               |
| Великобритания | 1 марта, 2013   | Цифровой remixes EP |
| Германия       | 15 марта, 2013  | Цифровой remixes EP |
| Германия       | 29 марта, 2013  | CD                  |